# The Cat in the Hat Comes Back
The Cat in the Hat Comes Back är en barnbok utgiven 1958, skriven och illustrerad av Dr. Seuss. Den är en uppföljare till Katten i hatten som utgavs 1957.